# Fernando Aínsa
Fernando Aínsa Amigués (Palma de Mallorca, 24 de julio de 1937 - Zaragoza, 6 de junio de 2019) fue un escritor y crítico literario hispanouruguayo. 

## Biografía
Trabajó en la Unesco (París) entre 1974 y 1999, donde fue director Literario de Ediciones UNESCO. Desde 1999 residió entre Zaragoza y Oliete (Teruel). Es autor de una amplia obra como ensayista, narrador, poeta y crítico literario. Su obra ha sido traducida al inglés, francés, italiano, portugués, árabe, polaco, rumano, ruso y macedonio. Fue miembro correspondiente de la Academia Nacional de Letras del Uruguay y de la de Venezuela y miembro del Patronato Real de la Biblioteca Nacional de España. Recibió premios nacionales e internacionales en México, Argentina, España, Francia y Uruguay.
Su trayectoria abarca tanto el análisis de la literatura y el pensamiento latinoamericanos como la creación propiamente dicha. Para Ángel Esteban, «Fernando Aínsa no es el típico académico, entre otras cosas, porque no es un académico en sentido estricto. Es decir, nunca ha estado ligado a través de un contrato permanente, con universidad alguna. Sin embargo, todo lo que gravita alrededor del mundo académico, ha sido el pasto de su propia historia intelectual». Sus relatos brevísimos figuran en varias antologías como Ciempiés. Los microrrelatos de Quimera (Barcelona, Montesinos, 2007).

## Obras
Ensayo
- Las trampas de Onetti, Montevideo, Alfa, 1970.
- Tiempo reconquistado: siete ensayos sobre literatura uruguaya, Montevideo, Géminis, 1977.
- Los buscadores de utopía, Caracas, Monte Ávila, 1977.
- Identidad cultural de Iberoamérica en su narrativa, Madrid, Gredos, 1986.
- Necesidad de la utopía, Montevideo, Nordan, 1991.
- De la Edad de Oro a El Dorado: génesis del discurso utópico americano, México, Fondo de Cultura Económica, 1992.
- Nuevas fronteras de la narrativa uruguaya: 1960-1993, Montevideo, Trilce, 1993.
- La reescritura de la historia en la nueva narrativa latinoamericana, San José (Costa Rica), Facultad de Letras, 1995.
- La reconstrucción de la utopía, México, Correo de la Unesco, 1999.
- Espacios del imaginario latinoamericano. Propuestas de geopoética, La Habana, Editorial Arte y Literatura, 2002.
- Pasarelas. letras entre dos mundos, París, Índigo, 2002.
- Narrativa hispanoamericana del siglo XX: del espacio vivido al espacio del texto, Zaragoza, Prensas universitarias, 2003.
- Del topos al logos. Propuestas de geopoética, Madrid-Frankfurt, Iberoamericana-Vervuert, 2006.
- Palabras nómadas. Nueva cartografía de la pertenencia (2012)
- Los guardianes de la memoria. 5 ensayos más allá de la globalización (2013)
- Ensayos (2014)

Prosa fragmentaria y aforismos
- De aquí y de allá. Juegos a la distancia (1991)
- Travesías (1999).
- Prosas entreveradas, Zaragoza, Cálamo, 2009

Narrativa
- El testigo (1964)
- En la orilla (1966)
- Con cierto asombro (1968)
- De papá en adelante (1970)
- Las palomas de Rodrigo (1988)
- Los naufragios de Malinow (1989)
- Con acento extranjero (1985)
- El paraíso de la Reina María Julia (1995, Bogotá, Índigo-Tercer mundo, 1995)
- Los que han vuelto (2009)
- Naufragios del Mar del Sur (2011)

Poesía
- Aprendizajes tardíos, Sevilla, Renacimiento, 2007.
- Bodas de oro, Córdoba (Argentina), El copista, 2011.
- Clima húmedo, Montevideo, Trilce, 2011.
- Poder del buitre sobre sus lentas alas, Zaragoza, Olifante, 2012.